# هوي جياكانغ
هوي جياكانغ (بالصينية: 惠家康) (15 يناير 1989 بشنيانغ في الصين - ) هو لاعب كرة قدم صيني في مركز الوسط. شارك مع منتخب الصين تحت 20 سنة لكرة القدم ومنتخب الصين لكرة القدم. أما مع النوادي، فقد لعب مع نادي تيانجين تيدا ونادي فيرينتسفاروشي وChengdu Tiancheng F.C. ‏ ونادي شنجن.

## وصلات خارجية
- هوي جياكانغ على موقع قاعدة بيانات كرة القدم.إي يو (الإنجليزية)
- هوي جياكانغ على موقع ناشيونال فوتبول تيمز (الإنجليزية)
- هوي جياكانغ على موقع Soccerway.com (الإنجليزية)